# Mecze reprezentacji Polski w piłce nożnej mężczyzn prowadzonej przez Lesława Ćmikiewicza

## Oficjalne międzynarodowespotkania
| Nr | Przeciwnik | Miejsce | Data                 | Impreza                      | Wynik (Polska - przeciwnik) |
| -- | ---------- | ------- | -------------------- | ---------------------------- | --------------------------- |
| 1  | Egipt      | Kair    | 3 grudnia 1991       |                              | 0:4                         |
| 2  | Egipt      | Kair    | 5 grudnia 1991       |                              | 0:0                         |
| 3  | Kuwejt     | Kuwejt  | 9 grudnia 1991       |                              | 2:0                         |
| 4  | Norwegia   | Poznań  | 13 października 1993 | eliminacje Mistrzostw Świata | 0:3                         |
| 5  | Turcja     | Stambuł | 27 października 1993 | eliminacje Mistrzostw Świata | 1:2                         |
| 6  | Holandia   | Poznań  | 17 listopada 1993    | eliminacje Mistrzostw Świata | 1:3                         |

Bilans
|                 | zwycięstwa | remisy | porażki |
| ogółem          | 1          | 1      | 4       |
| dom             | 0          | 0      | 2       |
| wyjazd          | 1          | 1      | 2       |
| neutralny teren | -          | -      | -       |

|                 | strzelone | stracone |
| ogółem          | 4         | 12       |
| dom             | 1         | 6        |
| wyjazd          | 3         | 6        |
| neutralny teren | -         | -        |

## Szczegóły
| 13 października 1993 20:15 CET | Polska | 0:3(0:1)pl | Norwegia · 31' Jostein Flo · 63' Jan Fjortoft · 89' Ronny Johnsen | Poznań, Stadion Miejski · Widzów: 12 000 · Sędzia: Vaclav Krondl ( Czechy) |
|                                |        |            |                                                                   |                                                                            |

| 27 października 1993 18:00 CET | Turcja · Hakan Şükür 53' · Bülent Korkmaz 67' | 2:1(0:1)pl | Polska · 17' Wojciech Kowalczyk | Stambuł · Widzów: 20 000 · Sędzia: Alfred Wieser ( Austria) |
|                                |                                               |            |                                 |                                                             |

| 17 listopada 1993 20:00 CET | Polska · Marek Leśniak 13' | 1:3(1:1)pl | Holandia · 10', 66' Dennis Bergkamp · 88' Ronald de Boer | Poznań, Stadion Miejski · Widzów: 17 000 · Sędzia: Leif Sundell ( Szwecja) |
|                             |                            |            |                                                          |                                                                            |